# Polisportiva Brindisi Sport 1946-1947
Questa voce raccoglie le informazioni riguardanti  la Polisportiva Brindisi Sport nelle competizioni ufficiali della stagione 1946-1947.